# Litiatyn
Litiatyn (ucraniano: Літя́тин) es un pueblo de Ucrania, perteneciente al municipio rural de Saranchuký, en el raión de Ternópil de la óblast de Ternópil.
En 2001, el pueblo tenía una población de 775 habitantes.
Se ubica unos 5 km al noreste de la capital municipal Saranchuký, sobre la carretera T2004 que une Berezhany con Pidhaitsi.

## Historia
Antes de su integración en el actual municipio de Saranchuký en 2020, el pueblo era sede de un consejo rural en el raión de Berezhany. El consejo rural no tenía pedanías.